# Noisia
Noisia, estilizado como NOISIΛ ('VISION' girado em 180°), foi um trio holandês de música eletrônica composta por Nik Roos, Martijn van Sonderen e Thijs de Vlieger, de Groningen, na Holanda. Eles produziram uma grande variedade de músicas, com gêneros variados incluindo drum and bass, techstep, dubstep, breakbeat e house music. Noisia realizou shows em todo o mundo juntamente com suas três gravadoras (Vision, Division e Invisible Recordings). O trio anunciou que irá encerrar as atividades em 2020.

## Discografia

### Singles
- VSN 001 The Tide / Concussion
- VSN 002 Lost Cause (with Mayhem) / Choke (ft. MC Verse)
- VSN 003 Bad Dreams / Omissions
- VSN 004 Exodus (with Mayhem) (ft. KRS-One)
- VSN 005 Collision EP
- VSN 006 Alice remix
- VSN 007 Stigma / Crank
- VSN 008       Split the Atom   - Vision EP
- VSN 009       Brain Bucket (with Ed Rush & Optical) / Falling Through (com Spor)
- VSN 010       Friendly Intentions / Displaced
- VSN 011       Program (with Phace) / Regurgitate
- VSN 012 Imperial EP
- SYNDROME 003 Outsource remix / New Deal
- SUBTITLES 037 Hub Cap / Backdraft
- SUBTITLES 042 Monster EP
- SUBTITLES 056 Shower for an Hour / Moon Palace
- SKINT 138 Gutterpunk
- SHA 005 Brainstitch / Deeper Love
- SHA 017 Brainstitch / Back To Your Roots
- RAM 059 Facade / Moonway Renegade (with Mayhem)
- RAM 067 Facade VIP / Skanka
- RAMM81D       Deception
- QRNUK 006 Splash Step / Diplodocus
- PASA 028 Gutterpump
- NSGNL 003 Mammoth / Sore Point
- NSGNL 004 CCTV / Factory 5
- NONVOGUE 002 Creep Out / The Bends
- NERVELTD 001 Silicon / Crisis
- NERVE 009 Silicon / Tomahawk
- MSXEP 036 Block Control
- MET 079 The Bells / Last Look
- LOVEBRKZ 002 Lekker EP
- LOVE 006 Fade to Grey
- FOKUZLTD 002 Cloudshine / Dry tears
- ENM 002 Afternoon Delight / Angel Eyes
- DNT 039LTD Contact Noisia Remix
- DVSN 001 Yellow Brick / Raar
- DVSN 002 Seven Stitches / Groundhog
- DVSN 003 Mordez Moi / B.R.U.L.
- DVSN 004      Split the Atom  - Division EP
- DVSN 005      Machine Gun EP
- DVSN 006      Split the Atom EP
- DVSN 007      Alpha Centauri / Excision & Datsik Remix
- CITRUSPACK 001 Citrus Sales Pack part 1
- CITRUSLP 002CD No Escape remix / The Vulture
- CITRUS 015 Massada / Lifeless
- CITRUS 017 Lockjaw / Absolom
- CITRUS 020 Homeworld / Outsource
- ATG 019R Painkiller The Remixes
- INVSB 001     Floating Zero
- INVSB 002     Underprint
- INVSB 003     Hybris EP
- MAU5 038     Tommy's Theme
- MAU5 043     Could This Be

### Álbuns
- VSNCD         Split the Atom
- FABRIC 080    FabricLive.40
- MAU5 049      Split the Atom Special Edition
- DVSN009       DmC: Devil May Cry (Trilha sonora original do jogo)